# Big Narstie
Tyrone Lindo (Londres, 16 de Novembro de 1985), mais conhecido pelo nome artístico Big Narstie, é um MC, rapper, cantor, autor, apresentador de televisão e compositor britânico. Ele começou a sua carreira em 2002 como membro do grupo grime N-Double-A, embora seja mais conhecido por seu trabalho solo e como uma personalidade da Internet especializada em comédia grime. Ele também é conhecido por apresentar seu próprio programa de bate-papo, The Big Narstie Show, no YouTube.

## Discografia

### Álbuns
- BDL Bipolar (2018)

### Extended plays
- Pain Therapy (2011)
- Pain (2013)
- Don't Fuck Up The Base (2013)
- Hello High (com True Tiger) (2013)
- Base Society (2016)

### Mixtapes
- I'm Betta Than U Vol. 1 (2005)
- What's the Story Brixton Glory (2006)
- Hey It's That Fat Guy (2007)
- Drugs and Chicken (2007)
- Fuck A 9–5 (2008)
- Fat And Proud (2008)
- The Big Man Returns (2009)
- Pain Is Love (2012)
- Pain Overload (2012)

## Filmografia
- 2018-20: The Big Narstie Show
- 2018-19: Good Morning Britain
- 2018: The Jonathan Ross Show
- 2020: Great British Bake Off